# ناغاشو
ناغاشو (ᠨᠠᠭᠠᠴᠦ (بالمنغولية: Naγaču)‏، توفي. 1388) ، الذي يُكتب أيضًا باسم Nahacu، كان زعيمًا مغوليًا وجنرالًا لسلالة يوان الشمالية في منشوريا، التي كانت تحت مقاطعة لياويانغ من سلالة يوان السابقة. كان في الأصل مسؤولًا في يوان، وأخضع ناغاتشو القبائل المغولية على مساحة شاسعة شمال الصين مقاطعات ريهي (جيهول) ولياونينغ الحالية بحلول منتصف ثمانينيات القرن التاسع عشر. وصار مترسخًا في شمال شرق الصين وكان قويًا، مع وجود قوات كبيرة بما يكفي (يصل عددها إلى مئات الآلاف) للتهديد بغزو سلالة مينغ التي تأسست حديثًا من أجل إعادة المغول إلى السلطة في الصين. بدلاً من انتظار هجوم المغول، في عام 1387، أرسل المينغ حملة عسكرية لمهاجمة ناغاتشو وأجبرته على الاستسلام بعد دبلوماسية ناجحة للمينغ. تم إرسال ناغاشووالآلاف من ضباطه وأقاربه إلى نانجينغ، عاصمة سلالة مينغ في ذلك الوقت. مينغ منح ناغاشو رتبة مركيز مع راتب قدره 2000 بيكول من الحبوب، والعقارات من المجالات العامة في جيانغشى، وقصر في نانجينغ. توفي بالقرب من ووتشانغ في 31 أغسطس 1388، على الأرجح بسبب الإفراط في تناول الكحول، ودُفن خارج نانجينغ.